# 比例
比例（ひれい、英: proportionality）とは、変数を用いて書かれる二つの量に対し一方が他方の定数倍であるような関係のことである。

## 定義
変数 x と y が 0 でない定数 a を用いて
{\displaystyle y=ax}
と書かれるとき、y は x に比例する、または正比例（せいひれい、directly proportional）するという。
このときの係数
{\displaystyle a={\frac {y}{x}}}
を比例定数（proportionality constant） という。
特に比例定数 a の具体的な値に言及する必要の無いときなどは
{\displaystyle y\varpropto x}
と、比例記号 ∝（U+221D）を用いて書くこともある。
y が x に比例しているときに x を y に関する式で表せば
{\displaystyle x={\frac {1}{a}}\,\,y}
となる。つまり y が x に比例するとも x が y に比例するとも見ることができる。また、後者の比例係数は 前者の比例係数の逆数となる。
比例関係は同値関係の一つである。実数や複素数のように結合的な可除代数においては、比例による同値関係は 0以外の元を全て一つの類に分類してしまうが、（次元が 2以上の）線形空間に対しては幾何学が展開されるような豊かな構造をもつ同値類集合を形作る（射影空間と呼ぶ）。

## 性質
以下で、x と y が正比例し、比例係数は k であるとする。
- x と y の比（商）は一定である。（定義）
- x が a 倍になれば、y も a 倍になる。（必要十分条件）
- 正比例という関係は一次関数の特殊な場合である。特に直交座標を取ってグラフにすれば、そのグラフは原点を通過する直線を描く。
  - xとyの相互相関関数は、比例係数の符号（|k|）に等しい。
  - x が a 増えれば、y は ka 増える。
  - x : y=1 : kとなる。

y が x の逆数に比例する、つまり
{\displaystyle y=k\times {\frac {1}{x}}}
のとき、y は x に反比例するという。このとき同時に、x は y に反比例するともいえる。
y が x の自乗に比例する、つまり
{\displaystyle y=k\times x^{2}}
とき、y は x に二乗比例するという。
y が x の指数関数に比例する、つまり
{\displaystyle y=k\times a^{x}}
とき、y は x に指数比例する、x は y に対数比例するという。ただし逆に、y はx に対数比例する、x は y に指数比例するということもある。

## 比例関係の例
- 長方形の面積は、縦の長さを一定にしたとき、横の長さに比例する。
- 等速直線運動では、速さが一定であるとき、移動距離は経過時間に比例する。
- 固定抵抗器を流れる電流は、電圧に比例する。（オームの法則より）
- 圧力が一定であるとき、気体の体積は温度（絶対温度）に比例する。（シャルルの法則）
- 物体が全てエネルギーに変換される時、そのエネルギーは物体の質量に比例する。（相対性理論より）

## 固有の名前がついている比例係数
- 力学の係数
  - 摩擦係数
  - 反発係数（はねかえり係数）
  - ばね係数（弾性係数）
- 物性物理学の係数
  - 熱伝導率、電気伝導率（電気伝導参照）など多数存在
- 原子物理学の係数
  - 崩壊定数
  - 吸収係数
- その他
  - リスク係数（英語版）

など